# Breckenridge Township
Breckenridge Township est un township du comté de Caldwell dans le Missouri, aux États-Unis,. En 2000, sa population s'élève à 627 habitants. Le township est fondé en 1821 et baptisé probablement en référence aux falaises qui bordent les rivières du township.